# Буст (матеріал)

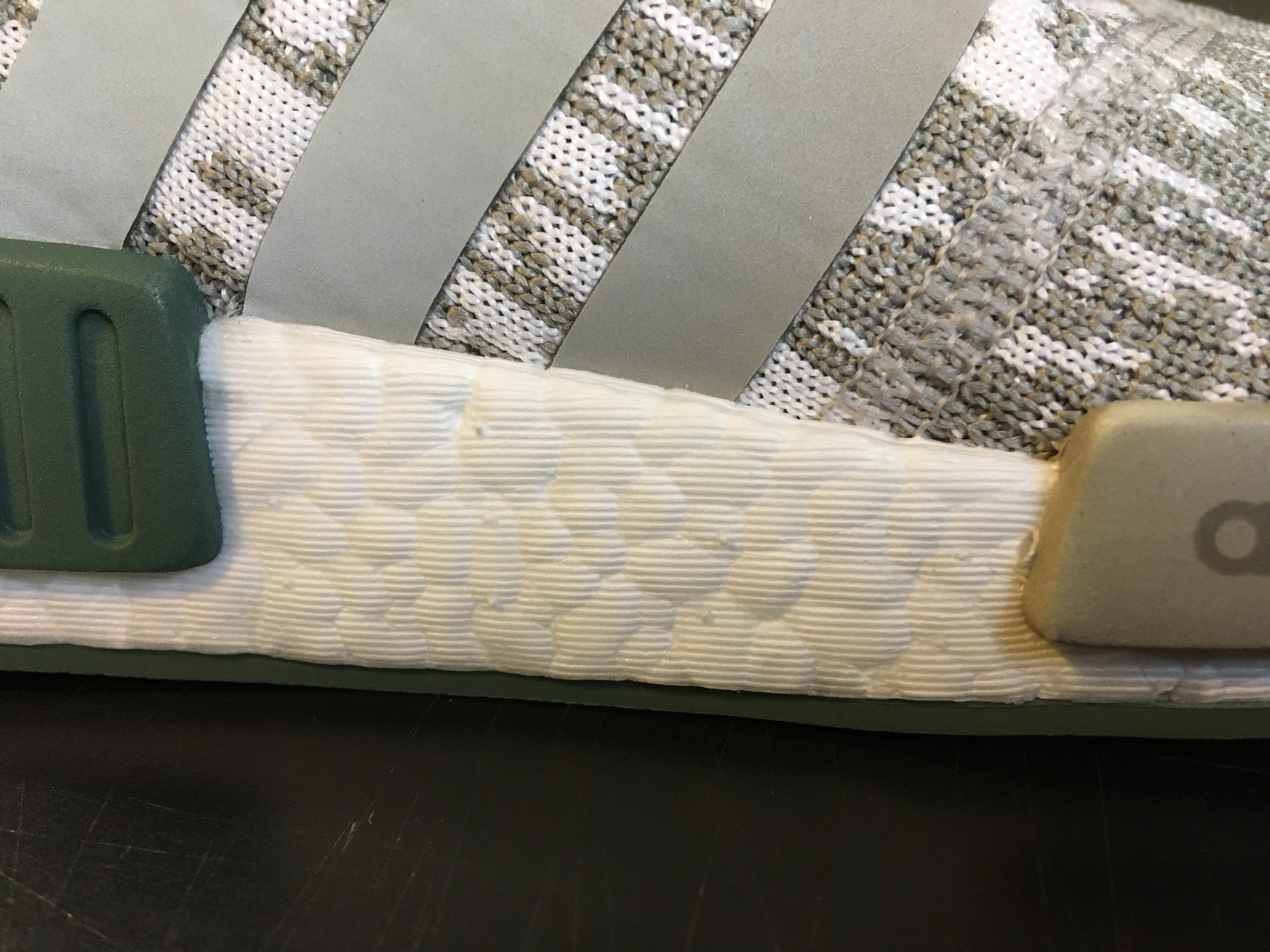
Буст (білий) на підошві моделі взуття Adidas NMD_R1

Буст (Boost) — полімер під торговою маркою, який використовує Adidas у формі гранул, які стискають та формують для різних моделей взуття, які продає компанія, особливо ліній кросівок Ultraboost, NMD, Energy Boost, Pure Boost і Adizero Adios Boost. Гранули складаються із запатентованого термопластичного уретану (TPU), який формують у невелику пігулкову форму. Для розробки цього матеріалу Adidas співпрацював з німецькою хімічною компанією BASF. Буст сам по собі не є сировиною, і його характерна пружність досягається шляхом обробки термопластичного уретану. Стверджують, що цей матеріал зручніший на нозі користувача.

## Історія
До першої інтеграції в лінійку бігу Adidas у 2013 році цей матеріал був розроблений хіміками BASF. BASF продав свій продукт Adidas, який інтегрував його в проміжну підошву певних ліній свого взуття. Цей матеріал, широко відомий як Буст, є альтернативою Adidas для інших галузевих стандартів, таких як EVA.